# Marian Forma
Marian Forma (* 31. Juli 1944 in Kielce) ist ein ehemaliger polnischer Radrennfahrer und nationaler Meister im Radsport.

## Sportliche Laufbahn
1966 und 1967 wurde er mit dem Vierer von Legia Warschau polnischer Meister im Mannschaftszeitfahren. Im Einzelrennen und bei der Bergmeisterschaft stand er ebenfalls auf dem Podium der Meisterschaftsrennen. 1968 wurde er Zweiter der heimischen Polen-Rundfahrt hinter Jan Kudra. 1966 startete er für Polen bei UCI-Straßen-Weltmeisterschaften und wurde als 69. des Einzelrennens klassiert. Bei der Internationalen Friedensfahrt war er 1969 am Start und belegte den 22. Platz.